# Труд
Изгоняя Адама из рая, Бог сказал ему: «В поте лица твоего ты будешь есть свой хлеб» (Быт. 3:19)

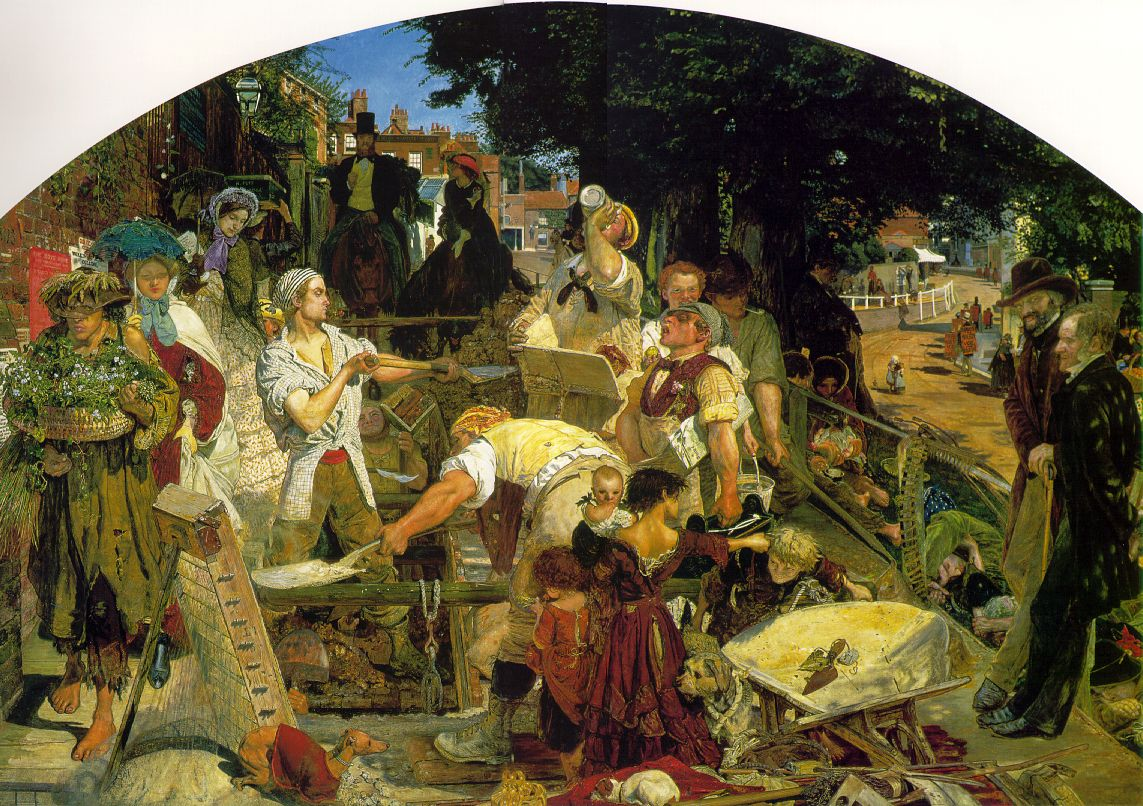
«Труд» — картина Форда Мэдокса Брауна (середина XIX века)

Труд — целенаправленная деятельность человека по созданию материальных и духовных благ, которые удовлетворяют как индивидуальные, так и общественные потребности.
Помимо различения производительного и непроизводительного труда, есть предложения различать производственный и непроизводственный труд. К последнему относят репродуктивный труд.
Противоположностью труда является отдых, который может представлять собой целенаправленную деятельность. Иногда грань между трудом и отдыхом может быть транзитивной: чтение, рыбалка, спорт, хобби.
В процессе производительного труда человек при помощи орудий труда осваивает, изменяет и приспосабливает к своим целям предметы природы, использует механические, физические и химические свойства предметов и явлений природы.
Как экономическая категория, труд представляет собой один из факторов производства.
В историческом материализме труд рассматривается как фундаментальная основа общественной жизни. Кроме того, в процессе труда возникают производственные отношения, характер которых также может оказывать существенное влияние на сам труд.
Главным критерием уровня развития труда является не столько результат труда, сколько применяемые орудия труда, в которых отражены и уровень материального производства, и уровень общественного разделения труда.
Труд бывает добровольным, вынужденным и принудительным (примерами могут служить самозанятость, работа по найму, рабство).

## Физиология труда
Физиоло́гия труда́ — раздел физиологии, изучающий изменения функционального состояния организма человека под влиянием его трудовой деятельности, вырабатывающий методы и средства организации труда, обеспечивающие высокую работоспособность и сохранение здоровья.

## Социология труда
Социология труда — отрасль социологии, изучающая социально типичные процессы, которые находят своё выражение в отношении человека к труду, его социальной активности, взаимоотношениях людей и социальных групп в производственных коллективах. В узком смысле социология труда исследует поведение работодателей и наёмных работников в ответ на действие экономических и социальных стимулов к труду.

## Антропологическая гипотеза роли труда
Труд человека своей сознательной целенаправленностью и активным использованием орудий труда отличается от инстинктивного поведения животных. Хотя помимо человека есть и другие животные, которые используют окружающие предметы для достижения положительного результата, но они не изготавливают с помощью одних орудий труда другие орудия. Обезьяны используют палки и камни, но никогда целенаправленно не изготавливают даже самого простого каменного молотка. Совершенствования орудий труда, их совместное производство и использование существенно повлияло на развитие человека как вида и системы общественных отношений.
Карл Маркс рассматривал труд в качестве главного «творца» человеческой истории. Фридрих Энгельс в работах «Диалектика природы» и «Роль труда в процессе превращения обезьяны в человека» выдвинул «трудовую гипотезу» происхождения человека и общества. Энгельс предположил, что в процессе эволюции человека существовало сложное диалектическое движение от биологических изменений к социальным и обратно. В силу изменения природных условий жизни будущий человек стал чаще использовать природные объекты (камни, палки) в своей жизни. Он вынужден был распрямиться для лучшей ориентации на местности, искать защиту от холода при изменении климата. Эти природные предпосылки стимулировали развитие простейших трудовых навыков, которые, в свою очередь, привели к изменению строения кисти руки с отстоящим большим пальцем, что позволило удобнее и точнее использовать самые разнообразные предметы. Рука стала органом для труда и одновременно продуктом труда.
Энгельс считал, что даже самые примитивные орудия труда формируют способы трудовой деятельности. Обучение владению орудиями труда и процессу их изготовления становится важнейшим средством социализации, приводит к развитию собственно мышления, появлению зачатков культуры.
Поскольку труд неизбежно был коллективным, у людей возникла потребность в обмене информацией. Примитивное, но постоянное общение постепенно привело к изменению структуры гортани обезьяны, позволив существенно расширить возможности коммуникации. Речь стала средством организации и контроля происходящего в процессе коллективной деятельности.
Антрополог С. В. Дробышевский указывает на противоречие ряда положений этой гипотезы современным знаниям об эволюции человека, но соглашается с тем, что «трудовая деятельность была необходима для возникновения рода хомо у австралопитеков», потому что после того, как они «начали использовать орудия труда, у них произошли очень мощные изменения в строении кисти, челюстей, мозга, поведения». И поскольку «вся наша культура — это орудийная деятельность», то в этом смысле ход мысли Энгельса является верным, так как «роль труда была, без сомнений» и «Без орудий человек — не очень-то человек».

## Труд как экономическая категория
При рабстве как сам раб, так и средства труда, являются собственностью рабовладельца, что и делает его собственником всего произведённого продукта, но требует нести затраты по содержанию рабов, скота, инвентаря.
Первоначально крестьянин и ремесленник работали на себя самого, самостоятельно регулируя длительность и интенсивность труда. При феодализме крестьяне за право пользования землёй работали на феодала (барщина), либо в виде оброка платили деньгами или отдавали часть произведённого продукта.
При капитализме господствующей становится работа по найму (чаще всего по трудовому договору).
По мнению Маркса и его сторонников, новая (дополнительная) стоимость создаётся только трудом работников в процессе производства, а оборудование и сырьё (физический капитал) лишь переносят на продукцию свою стоимость всю сразу или по частям. В итоге все формы доходов на капитал формируются из прибавочной стоимости, которая первоначально присваивается капиталистами, а затем разделяется на прибыль, ренту, большинство налогов . Такой подход сформировал марксистскую трудовую теорию стоимости.
Карл Маркс большое значение уделял тому, как разные общественные условия влияют на труд. Он считал, что капитализм порождает отчуждение рабочих от своего труда и его результатов.

В чём же заключается отчуждение труда?
Во-первых, в том, что труд является для рабочего чем-то внешним, не принадлежащим к его сущности; в том, что он в своём труде не утверждает себя, а отрицает, чувствует себя не счастливым, а несчастным, не развивает свободно свою физическую и духовную энергию, а изнуряет свою физическую природу и разрушает свои духовные силы. Поэтому рабочий только вне труда чувствует себя самим собой, а в процессе труда он чувствует себя оторванным от самого себя. У себя он тогда, когда он не работает; а когда он работает, он уже не у себя. В силу этого труд его не добровольный, а вынужденный; это — принудительный труд.
— Карл Маркс. Экономическо-философские рукописи 1844 года
В «Концепции человека у Маркса» Эрих Фромм подчёркивал, что отчуждение труда в современном производстве куда сильнее, чем во времена ремесленничества и мануфактуры, где человек использует свои орудия труда. В традиционных обществах, отмечал Маркс, работа нередко была изнурительной, но люди могли сами организовывать свою работу, для выполнения которой требовалось множество знаний и навыков. Наёмные же рабочие в промышленности практически никак не влияют на характер выполняемых заданий, внося лишь небольшую часть в процесс изготовления целого продукта, и совсем не могут повлиять на то, кому и как он, в конце концов, продаётся. Работа, таким образом, становится чем-то чуждым, заданием, которое рабочий должен выполнить, чтобы получить вознаграждение, но которое, по сути своей, его совершенно не привлекает.
Эта проблема частично решается благодаря автоматизации производства, что уменьшает область применения физического труда. При этом в постиндустриальном обществе возрастает роль умственного, творческого труда. Вместе с тем, сам Маркс видел решение проблемы отчуждения труда в преодолении частной собственности на средства производства, которую он считал одновременно и результатом отчуждения труда, и его основой.
Однако немарксистские экономисты считают, что новая стоимость создаётся при равном участии всех факторов производства, а не только рабочими. Так, Альфред Маршалл писал:

Капитал вообще и труд вообще взаимодействуют в производстве национального дивиденда и получают из него свои доходы соответственно в меру своей (предельной) производительности. Их взаимная зависимость самая тесная; капитал без труда мёртв; рабочий без помощи своего собственного или чьего-либо другого капитала проживёт недолго. Когда труд энергичен, капитал пожинает богатые плоды и быстро возрастает; благодаря капиталу и знаниям рядовой рабочий западного мира питается, одевается и даже обеспечен жильём во многих отношениях лучше, чем принцы в прежние времена. Сотрудничество между капиталом и трудом столь же обязательно, как и сотрудничество между прядильщиком и ткачом; небольшой приоритет на стороне прядильщика, но это не даёт ему никакого преимущества. Процветание каждого из них теснейшим образом связано с силой и энергией другого, хотя каждый из них может выгадать себе временно, а то и постоянно, за счёт другого, несколько бо́льшую долю национального дивиденда.
Отдельной позиции в 1920 году придерживался Лев Троцкий, который говорил следующее:

Мы знаем, что каждый труд является общественно-вынужденным трудом. Человек вынужден работать, чтобы не умереть. Работать он не хочет, но общественная организация заставляет, вынуждает, подстёгивает его в этом смысле…. Вся история человечества есть история воспитания его для труда, для повышения производительности труда, и это вовсе не такая простая задача, ибо человек ленив, и он имеет право быть ленивым, то есть стремиться приобрести при помощи минимальных затрат своих сил как можно больше продуктов. Стало быть, всё развитие измеряется степенью производительности труда, и новая форма труда должна выдержать экзамен прежде всего на этом оселке…. Разница между новым строем, строем социалистическим и строем буржуазным заключается в том, что у нас труд совершается в интересах общества…. Мы говорим прямо и открыто, что интересы рабочего класса требуют высшего напряжения сил со стороны каждого рабочего.
Ряд авторов считают, что репродуктивный труд в семье столь же общественно-необходим, как и производительный труд на производстве, но при этом не оплачивается, что способствует занижению стоимости рабочей силы.
Затраты труда, нормативно необходимые для выпуска продукции или совершения некоторой работы (трудоёмкость) обычно выражают в человеко-часах или более крупных аналогичных показателях. Их часто применяют в системах планирования (например, метод «затраты-выпуск», линейное программирование, сетевой график).

### Упрощённые модели трудовой стоимости
Как до, так и после Маркса регулярно появлялись и появляются упрощённые экономические модели, в которых стоимость напрямую приравнивается к рабочему времени. Главным объектом упрощений является «рабочая сила». В отличие от Маркса, рабочую силу часто не рассматривают как товар со своей собственной стоимостью. Многие системы предлагают лишь учёт непосредственного времени работы, без учёта её интенсивности и сложности (уровня необходимой предварительной подготовки, квалификации).
Примером может служить теория «эквивалентной экономики» немецкого социалиста Арно Петерса. Согласно его теории, стоимость базируется на простой сумме непосредственно потраченного на труд времени. Этическо-гуманистический аргумент для такого эквивалента Петерс видит в предположении, что час жизни министра, потраченный на труд, и час труда фабричного работника абсолютно эквивалентны — жизнь одного человека не может цениться выше жизни другого — отсюда и стоимости часа работы обоих должны быть эквивалентны.
Аналогично рабочее время трактуется в проектах «Банк времени», «Итакский час», «Экономика, основанная на временном факторе» и других.